# Krumsín
Krumsín je obec v okrese Prostějov v Olomouckém kraji. Žije zde 586 obyvatel. Krumsín leží jen několik kilometrů od Plumlova.

## Název
Nejstarší podoba jména vesnice byla Krmsín a byla odvozena od osobního jména Krmsa (jehož základem bylo sloveso krmiti). Význam místního jména byl "Krmsův majetek".

## Historie
První písemná zmínka o obci pochází z roku 1349 (in Kirmsyn), kdy Mech z Krumsína koupil od Ješka z Boskovic dvůr. Roku 1389 je zmiňován prodej dvora a dvou krčem Bedřichem z Krumsína Petrovi z Kravař.
Na počátku 15. století se majitelem stal Oldřich z Lešan. Jeho následovník, Jan z Krumsín a z Lešan, postavil před rokem 1466 v obci tvrz a po husitských válkách dal právo obyvatelům dědit majetek. Následující šlechtický rod ze Šárova, který obec držel od roku 1466 do poloviny 16. století, je pohřben v lodi kostela. Poté byla vesnice prodána Janu V. z Pernštejna a od té doby zůstala pod plumlovským panstvím. Tvrz zaniká ještě před koncem 16. století.
Za třicetileté války zanikla zdejší fara, jenž existovala již v roce 1349, farnost je obnovena roku 1766. Roku 1865 byl zbořen tehdejší dřevěný kostel, na místě románského kostelíka byl postaven nový novorománský kostel o dva roky později. Škola byla v provozu již v 18. století, roku 1827 se přestěhovala do nové budovy.
V důsledku zmenšení vojenského újezdu Březina bylo k obci 1. ledna 2016 připojeno katastrální území Osinky u Krumsína. Toto katastrální území zaniklo dne 15. září 2017 (sloučeno s katastrálním územím Krumsín).

## Přírodní poměry
Západně od obce teče potok Osina.
Severovýchodně od obce se rozkládá přírodní rezervace Kněží hora.
Na západ od obce se rozprostírají lesy vojenského újezdu Březina.

## Obyvatelstvo

### Struktura
Vývoj počtu obyvatel za celou obec i za jeho jednotlivé části uvádí tabulka níže, ve které se zobrazuje i příslušnost jednotlivých částí k obci či následné odtržení.
| Rok            | 1869 | 1880 | 1890 | 1900 | 1910 | 1921 | 1930 | 1950 | 1961 | 1970 | 1980 | 1991 | 2001 | 2011 | 2021 |
| -------------- | ---- | ---- | ---- | ---- | ---- | ---- | ---- | ---- | ---- | ---- | ---- | ---- | ---- | ---- | ---- |
| Počet obyvatel | 493  | 581  | 648  | 656  | 648  | 608  | 671  | 730  | 709  | 693  | 676  | 633  | 642  | 573  | 545  |
| Počet domů     | 69   | 91   | 98   | 107  | 111  | 114  | 155  | 178  | 178  | 180  | 180  | 212  | 219  | 219  | 226  |

## Obecní správa

### Obecní symboly
Znak a vlajka byly obci uděleny rozhodnutím předsedy Poslanecké sněmovny Parlamentu České republiky dne 27. dubna 1999.

## Pamětihodnosti
- Novorománský kostel svatého Bartoloměje z roku 1867[7]
- Kříž, u kostela
- Pomník padlých v první světové válce

## Fotogalerie

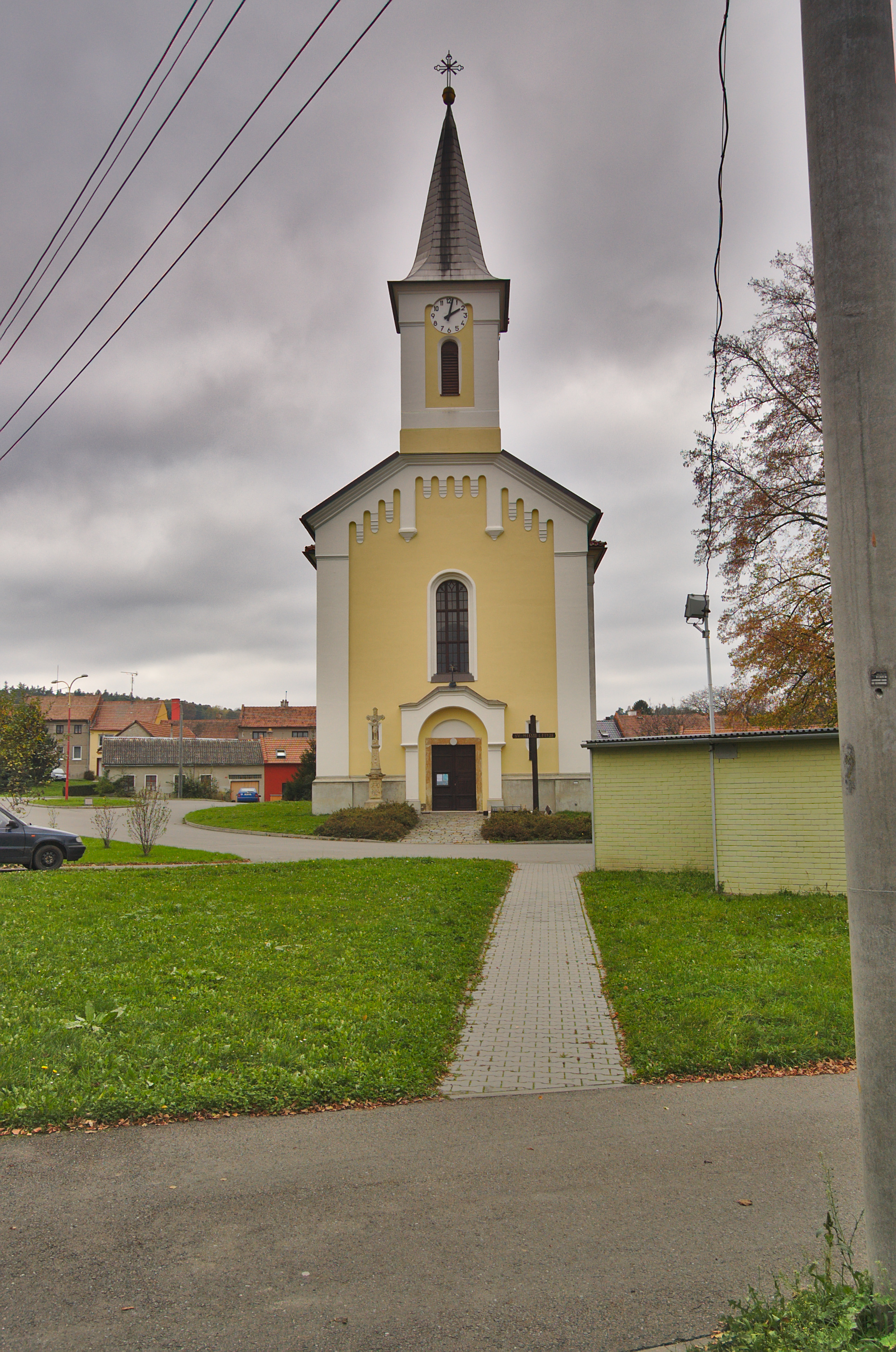
Kostel svatého Bartoloměje
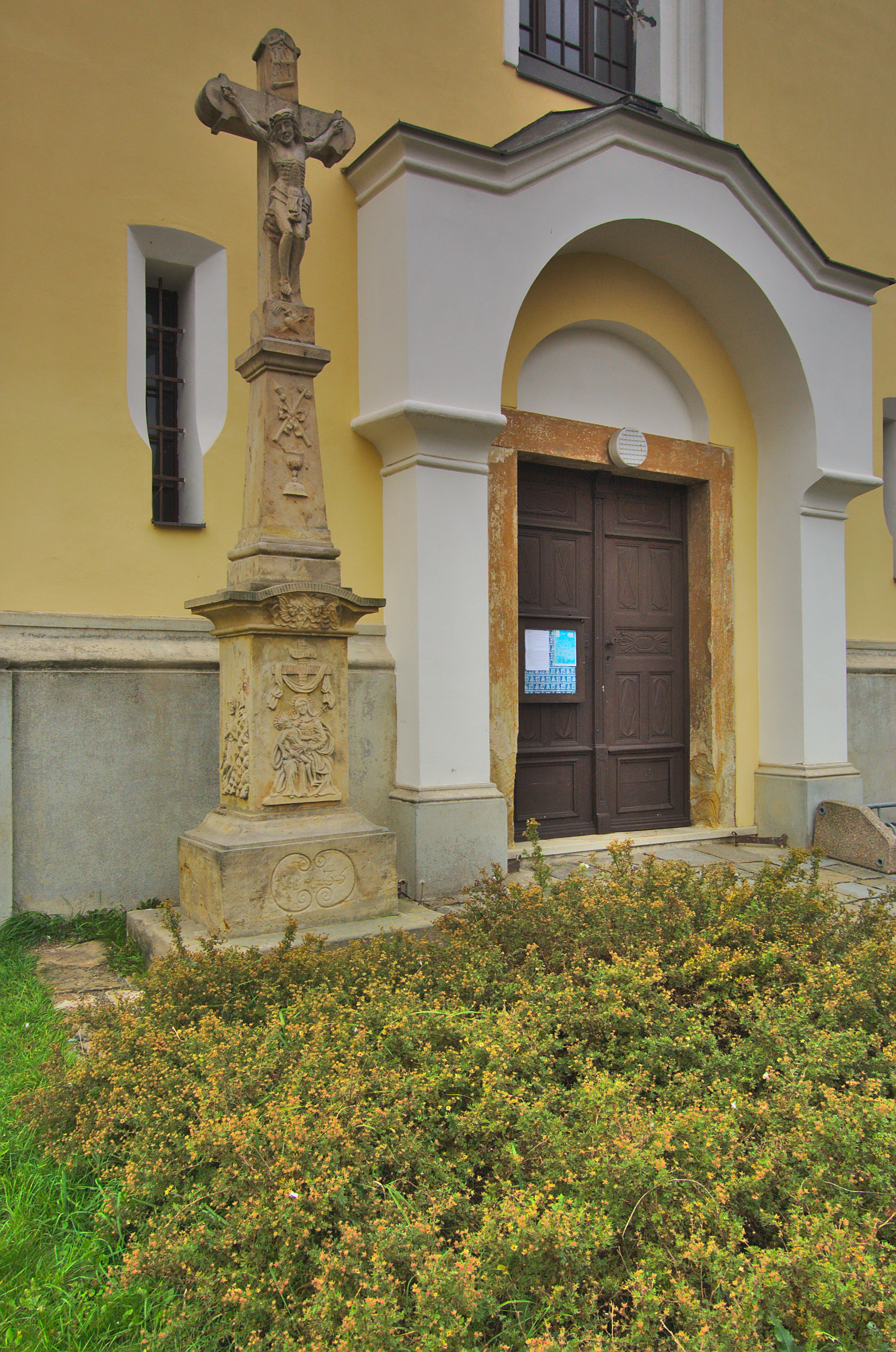
Kříž u kostela kamenný
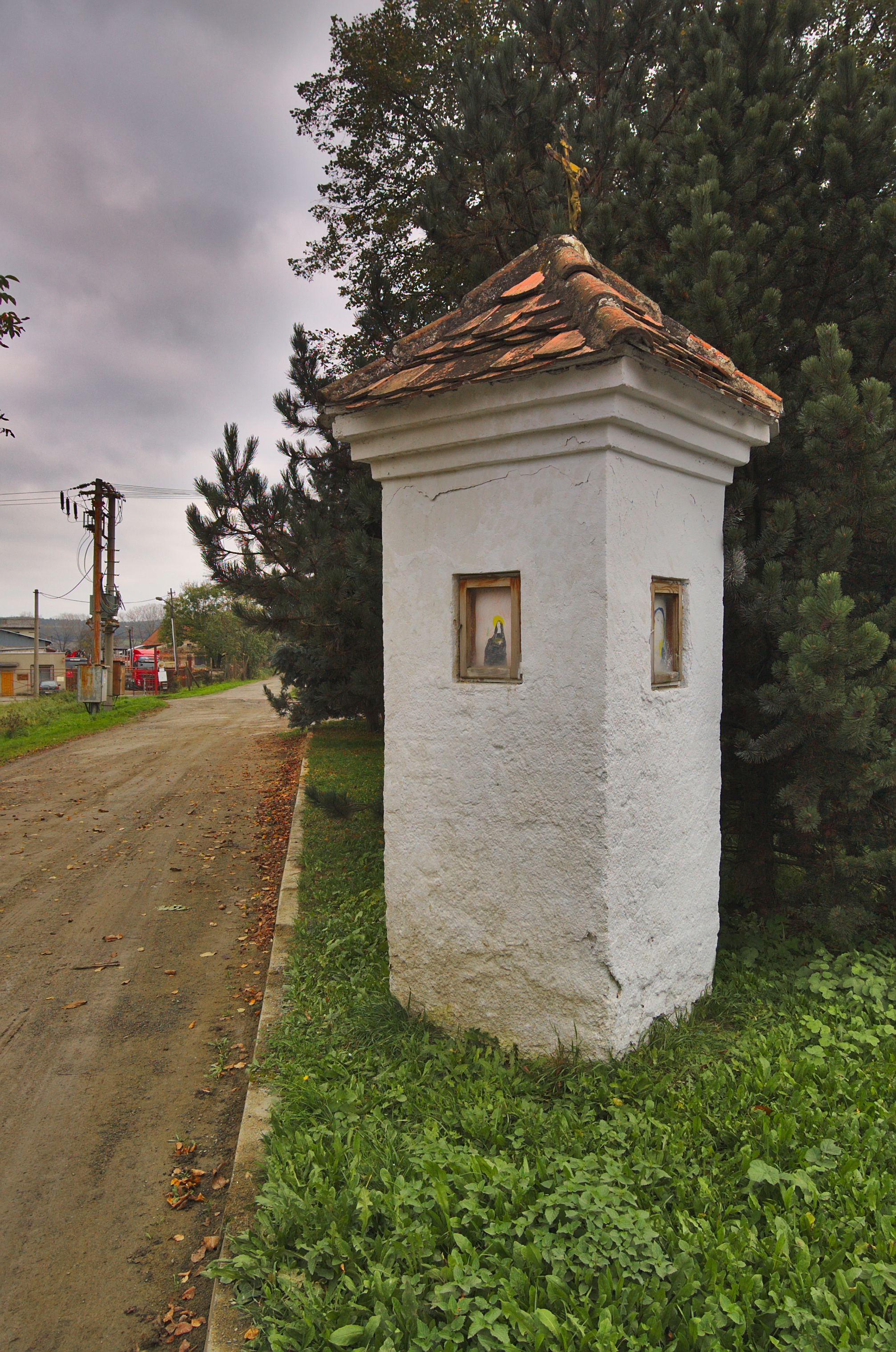
Boží muka u cesty k zemědělskému družstvu
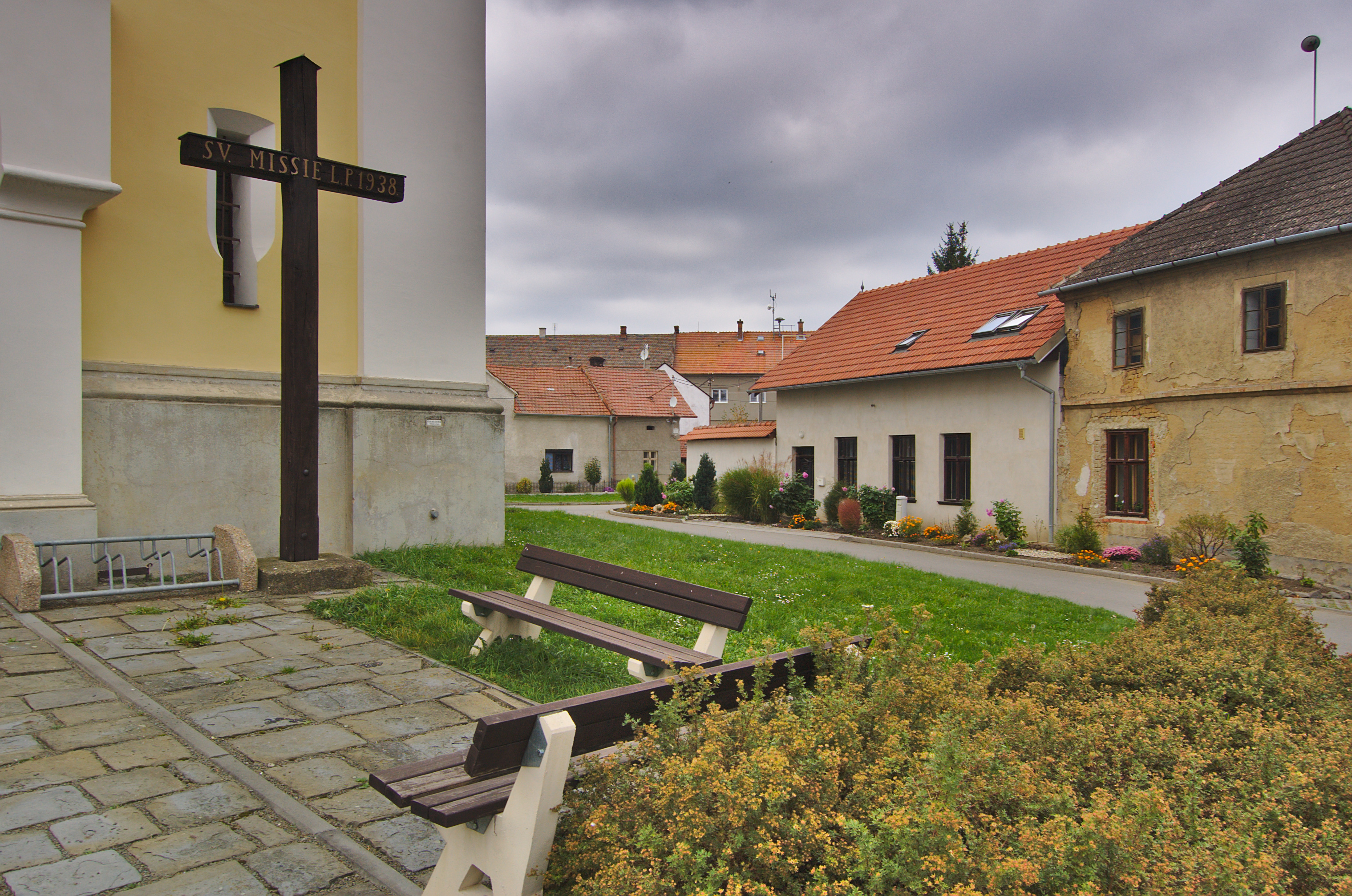
Misijní kříž před kostelem
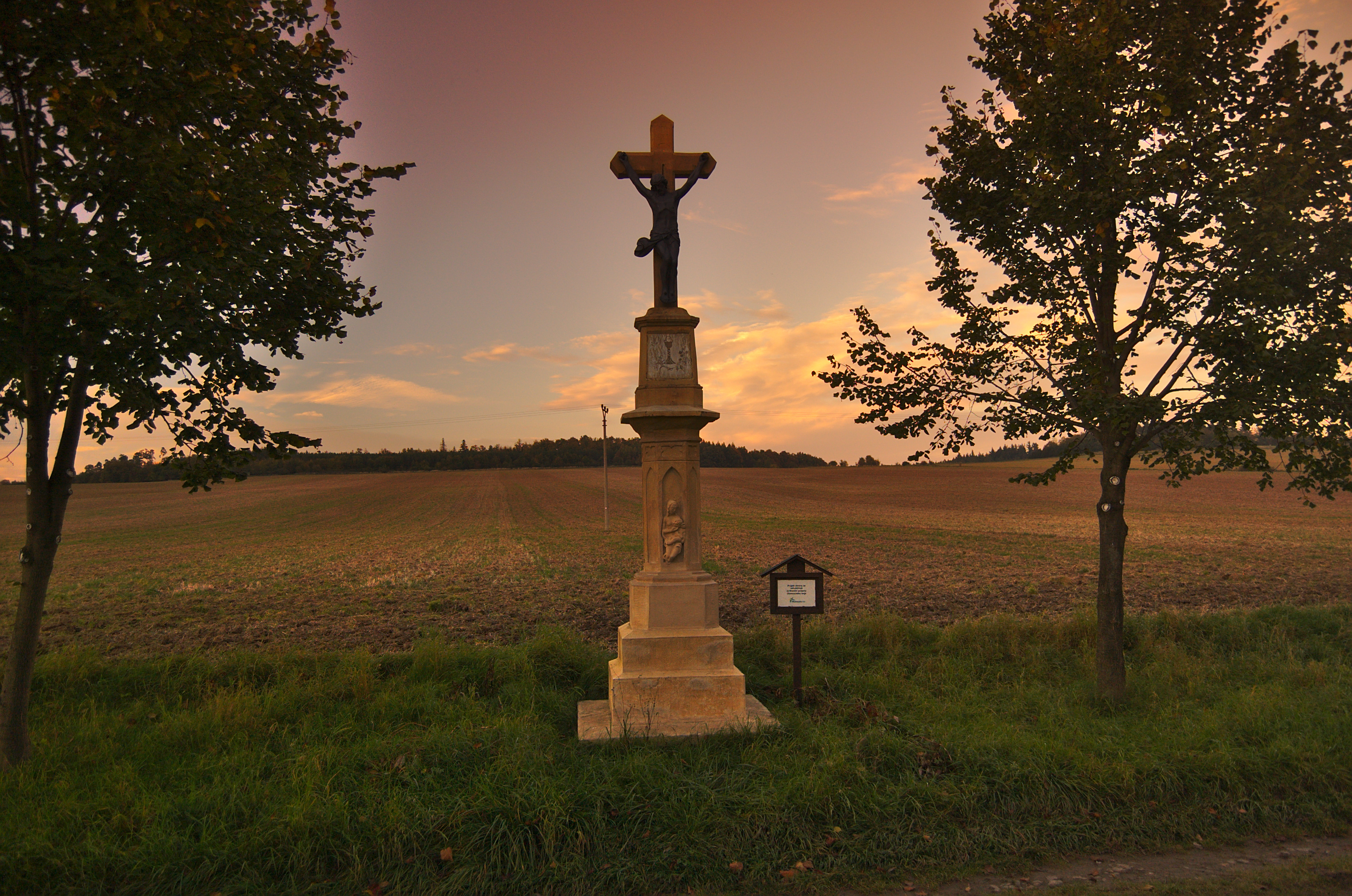
Kříž u polní cesty k přírodní rezervaci Kněží hora
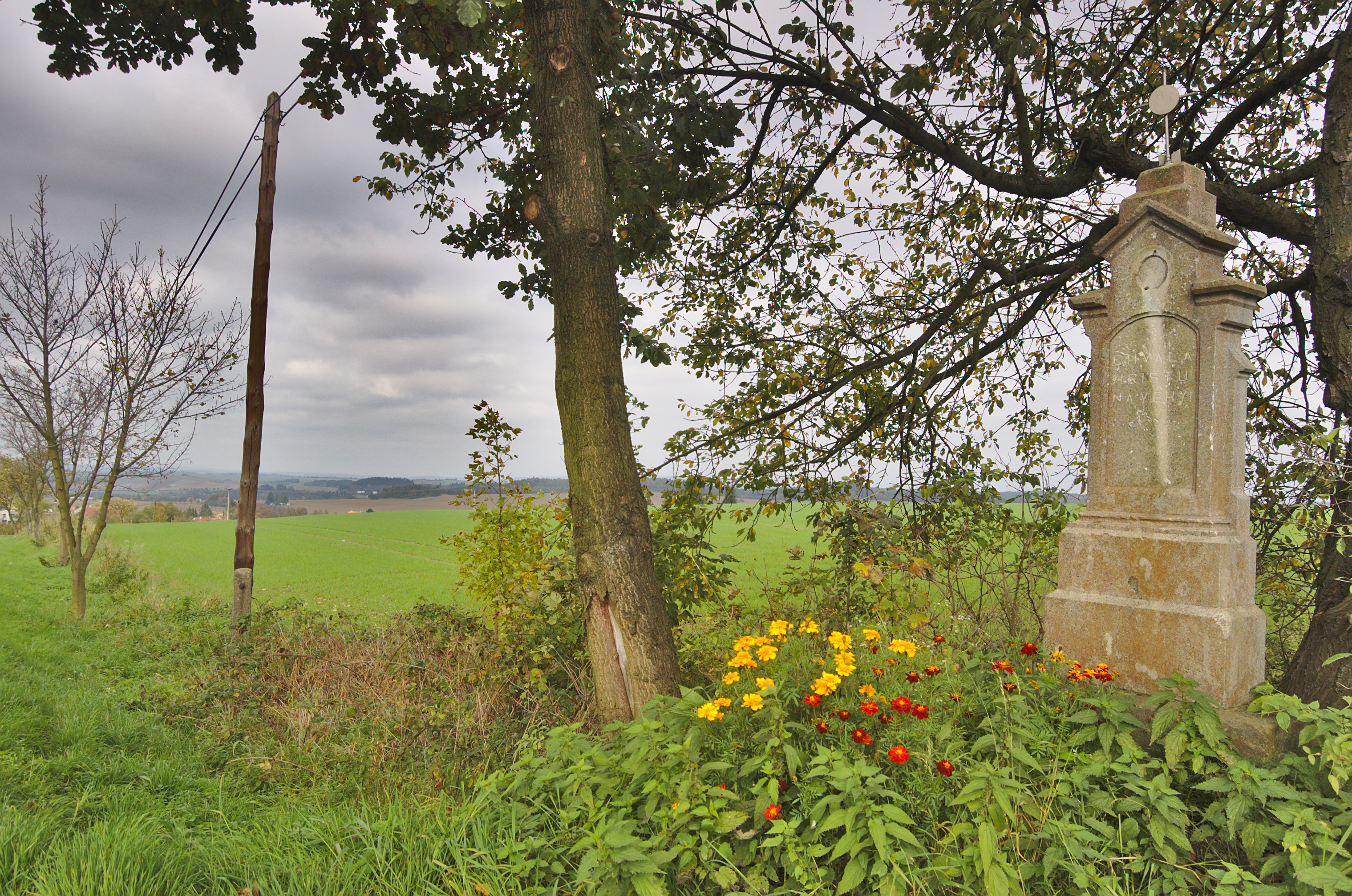
Kříž u silnice mezi obcemi Krumsín a Prostějovičky
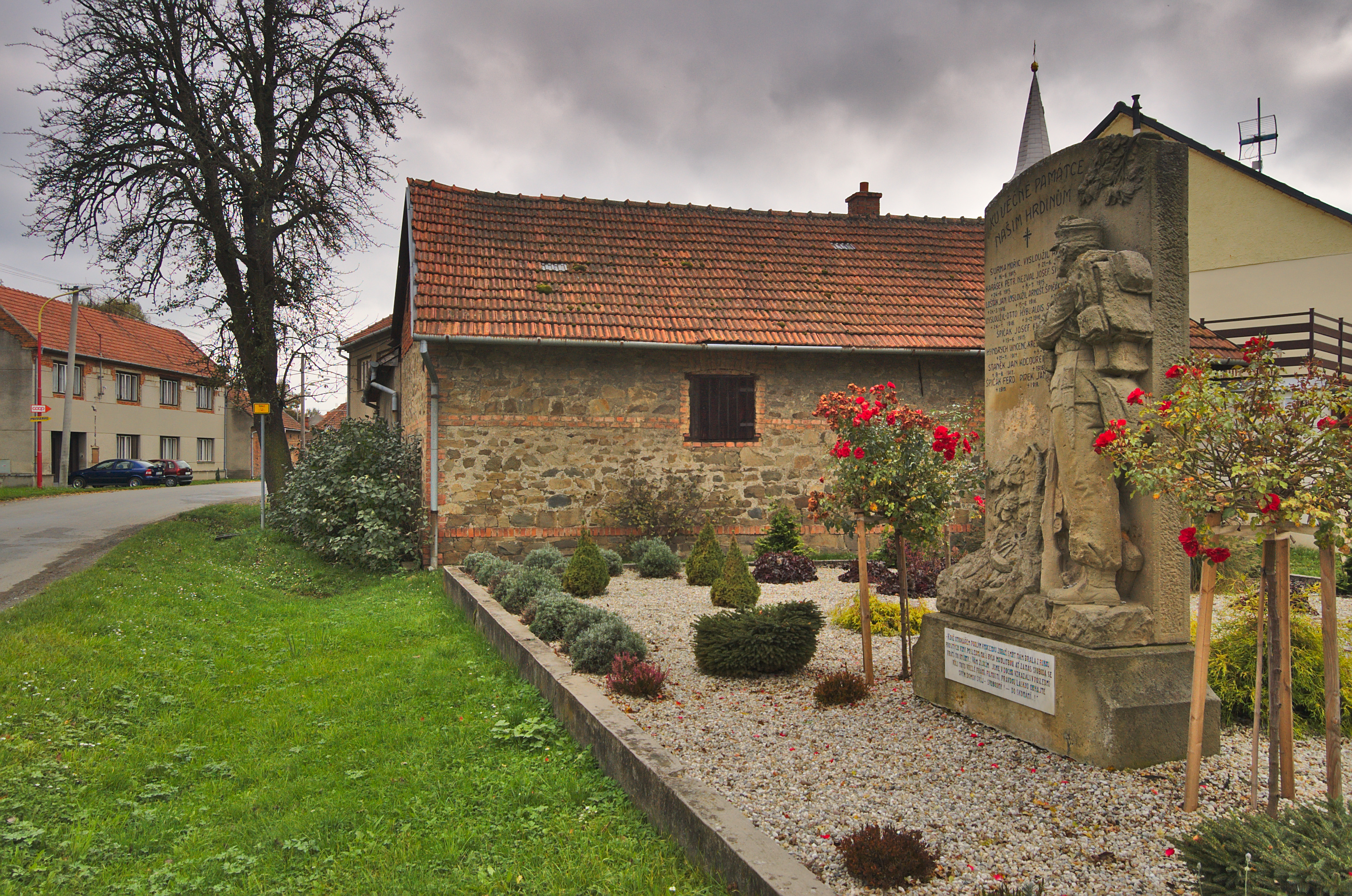
Pomník padlým v první světové válce